# XXVIII legislatura del Regno d'Italia
La XXVIII legislatura del Regno d'Italia ebbe inizio il 20 aprile 1929 e si concluse il 19 gennaio 1934.

## Elezioni
Il collegio unico nazionale fu convocato per il 24 marzo 1929 per l'approvazione della lista dei deputati designati dal Gran Consiglio del Fascismo.
Il numero dei deputati fu ridotto a 400.
La legislatura, aperta il 20 aprile 1929, fu chiusa il 19 gennaio 1934.

## Governi
Governi formati dai Presidenti del Consiglio dei ministri su incarico reale.
1. Governo Mussolini (30 ottobre 1922 - 25 luglio 1943), presidente Benito Mussolini (PNF)
  - Composizione del governo: PNF

## Parlamento

### Camera dei deputati
- Presidente
  - Giovanni Giuriati, dal 20 aprile 1929 al 19 gennaio 1934
- Vicepresidenti
  - Giacomo Acerbo, fino al 12 settembre 1929
  - Carlo Buttafochi
  - Raffaele Paolucci
  - Emilio Bodrero, dal 28 novembre 1929

Nella legislatura la Camera tenne 238 sedute.

### Senato del Regno
- Presidente
  - Luigi Federzoni
- Vicepresidenti
  - Lelio Bonin Longare
  - Giuseppe Tanari
  - Mariano d'Amelio
  - Vittorio Zupelli

Nella legislatura il Senato tenne 207 sedute.